# Liu Dong
Liu Dong (刘东S, Liú DōngP; Liaoning, 24 dicembre 1973) è un'ex mezzofondista cinese, campionessa mondiale dei 1500 metri piani a Stoccarda 1993.

## Record nazionali

### Seniores
- 800 metri piani: 1'55"54 ( Pechino, 9 settembre 1993)

## Palmarès
| Anno | Manifestazione    | Sede      | Evento       | Risultato | Prestazione | Note                  |
| ---- | ----------------- | --------- | ------------ | --------- | ----------- | --------------------- |
| 1992 | Mondiali juniores | Seul      | 1500 m piani | Oro       | 4'05"14     | Record dei campionati |
| 1993 | Mondiali          | Stoccarda | 1500 m piani | Oro       | 4'00"50     |                       |